# Nová Ves u Bakova
Obec Nová Ves u Bakova se nachází v okrese Mladá Boleslav, kraj Středočeský. Rozkládá se asi jedenáct kilometrů severně od Mladé Boleslavi. Žije zde 306 obyvatel. Obcí protéká říčka Bělá a podél východní části řeka Jizera, které se stékají u nedaleké Malé Bělé. V katastrálním území obce leží přírodní památka Rečkov.

## Historie
První písemná zmínka o obci pochází z roku 1608.

### Územněsprávní začlenění
Dějiny územněsprávního začleňování zahrnují období od roku 1850 do současnosti. V chronologickém přehledu je uvedena územně administrativní příslušnost obce v roce, kdy ke změně došlo:
- 1850 země česká, kraj Jičín, politický okres Mladá Boleslav, soudní okres Mnichovo Hradiště[4]
- 1855 země česká, kraj Mladá Boleslav, soudní okres Mnichovo Hradiště[4]
- 1868 země česká, politický i soudní okres Mnichovo Hradiště[4]
- 1939 země česká, Oberlandrat Jičín, politický i soudní okres Mnichovo Hradiště[5]
- 1942 země česká, Oberlandrat Praha, politický okres Mladá Boleslav, soudní okres Mnichovo Hradiště[6]
- 1945 země česká, správní i soudní okres Mnichovo Hradiště[7]
- 1949 Liberecký kraj, okres Mnichovo Hradiště[8]
- 1960 Středočeský kraj, okres Mladá Boleslav[9]

### Rok 1932
Ve vsi Nová Ves u Bakova s 435 obyvateli v roce 1932 byly evidovány tyto úřady, živnosti a obchody: holič, hostinec, krejčí, 3 lomy, obuvník, pila, 2 vývozci rákosového zboží, řezník, 2 obchody se smíšeným zbožím, švadlena, trafika, 3 truhláři, 2 zámečníci, 2 zedničtí mistři.

## Pamětihodnosti
- Sýpka

## Obecní symboly
Obecní znak a vlajka byly obci přiděleny 14. prosince 2018.
Obecná figura orobince odkazuje na řemeslné zpracovávání této rostliny na Bakovsku, zároveň připomíná rybníky a mokřady v okolí obce. Zlatá a černá tinktura je převzatá z erbu pánů z Vartemberka, za kterých byla obec založena. Osmilisté květy jsou stylizací květu popelivky sibiřské, kriticky ohrožené rostliny rostoucí v přírodní památce Rečkov.

## Doprava
Silniční doprava
Do obce vede silnice III. třídy. Okrajem území obce vede silnice II/276 Bělá pod Bezdězem - Bakov nad Jizerou - Kněžmost.
Železniční doprava
Železniční trať ani stanice na území obce nejsou. Nejblíže je železniční zastávka Malá Bělá (jen pro osobní dopravu) ve vzdálenosti 1 km ležící na trati 080 z Bakova do České Lípy. Nejbližší železniční stanicí (pro veškerou dopravu) je Bakov nad Jizerou ve vzdálenosti 2,5 km ležící na trati 070 v úseku z Mladé Boleslavi do Turnova, na trati 080 do České Lípy a na trati 063 do Dolního Bousova.
Autobusová doprava
V obci zastavovala v pracovních dnech května 2011 autobusová linka Mnichovo Hradiště-Klášter Hradiště nad Jizerou-Mladá Boleslav (7 spojů tam, 9 spojů zpět) (dopravce TRANSCENTRUM bus, s.r.o.).

## Galerie

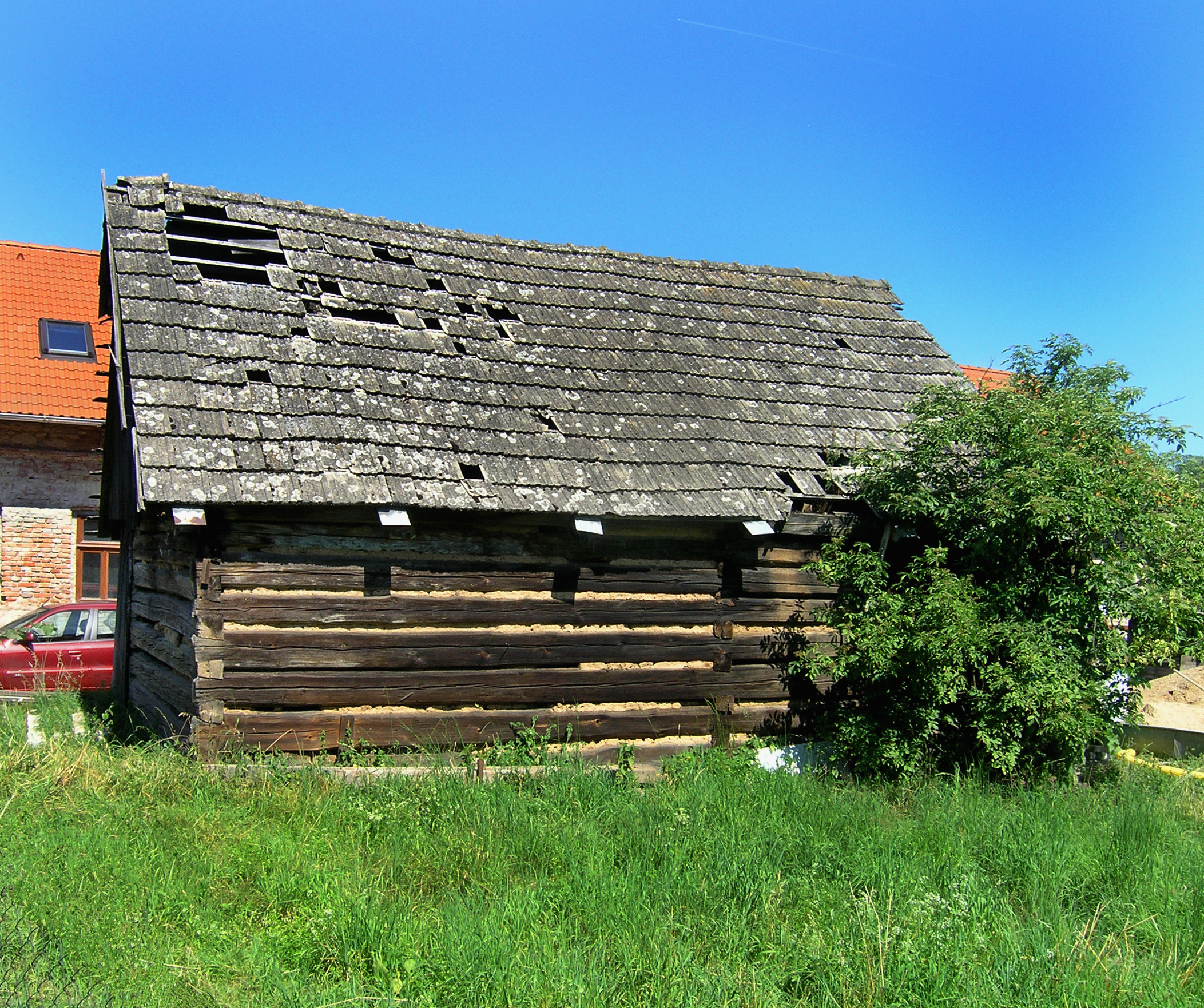
Památkově chráněný roubený špýchárek u čp. 6 (stav v r. 2010)
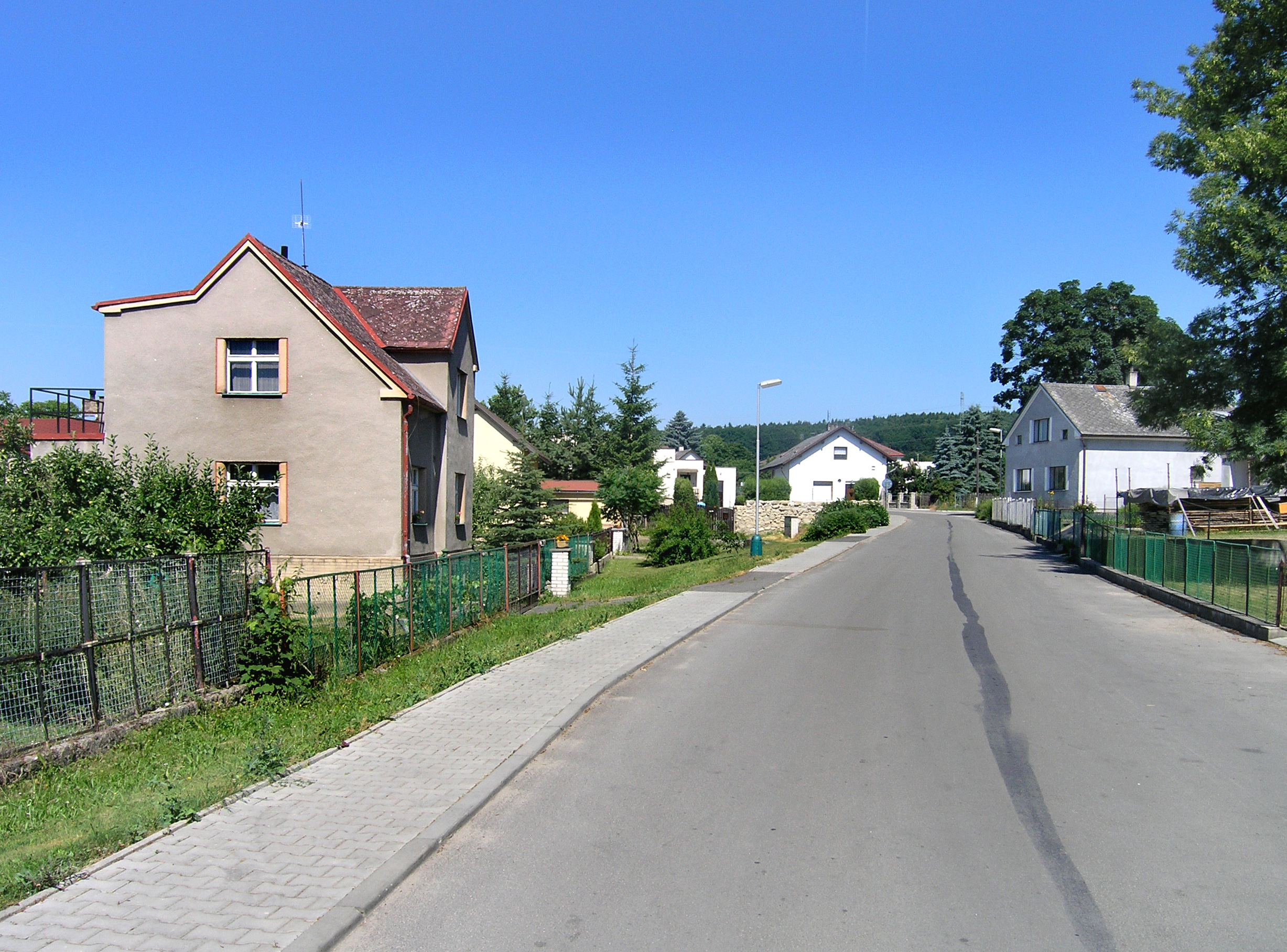
Jižní část obce
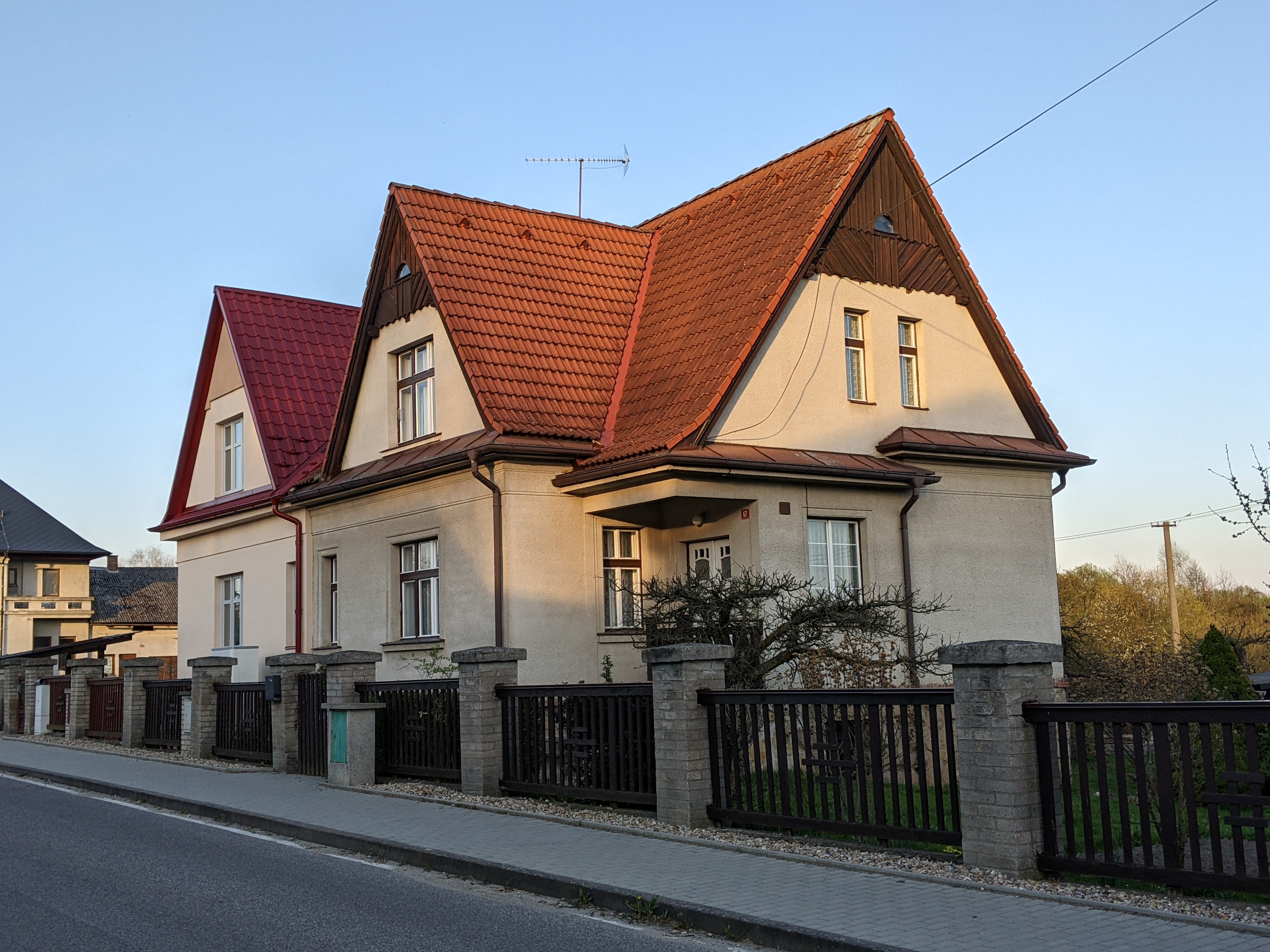
Dvojdům čp. 69 a 67
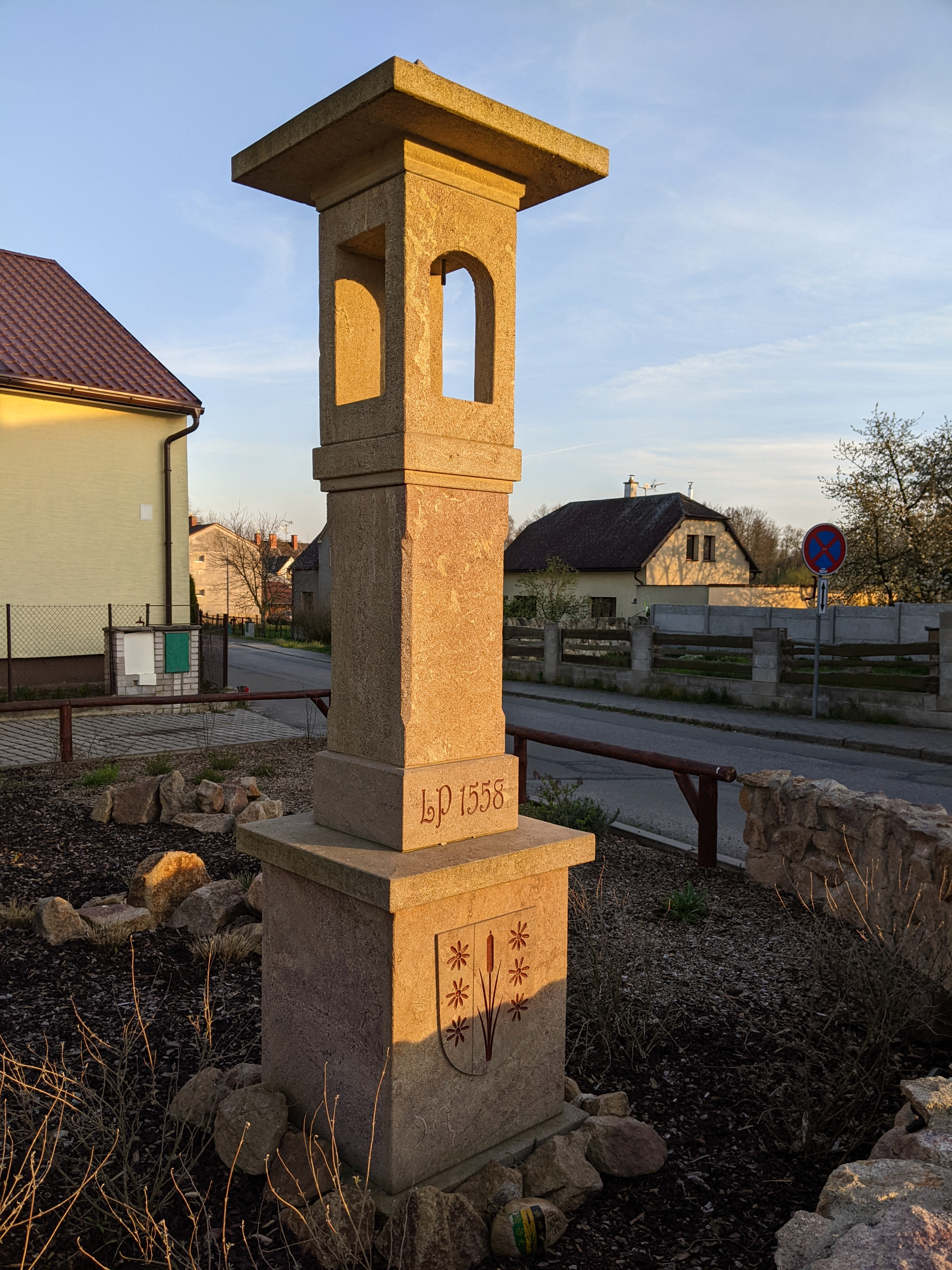
Sloupová zvonička